# Mișcarea carismatică
Mișcarea carismatică (oficial Uniunea Bisericilor Creștine Libere) este  o organizație religioasă creștină, care întrunește pe baze benevole bisericile creștine libere (comunități, misiuni) din întreaga lume. În componența Uniunii intră biserici care împărtășesc concepțiile  expuse  în Bazele credinței și doctrinei bisericilor creștine libere.
De asemenea uniunea pledează pentru împărtășirea liberă a credinței, pentru principiul  autonomiei și independenței Bisericilor din componența sa și colaborarea lor în unitate „frățească”, acordându-le ajutorul organizațional, informațional, consultativ, juridic și alt ajutor necesar.
Organul executiv al Uniunii este Consiliul Uniunii în componența căruia sunt aleși toți pastorii tuturor Bisericilor locale (după țară), membre ale Uniunii. Consiliul Uniunii realizează programele de activitate ale Uniunii, soluționează  cazurile litigioase apărute în cadrul Cultului, precum și în relațiile Bisericilor locale cu alte persoane, hirotonisește lucrătorii de cult și le eliberează legitimații, dispune de patrimoniul și resursele financiare ale Uniunii, convoacă Adunarea reprezentanților Bisericilor locale, acordă ajutor nemijlocit Bisericilor locale în soluționarea problemelor spirituale ne-ordinare, precum și problemelor de evanghelizare, acordă ajutor financiar, stimulează activitatea bisericilor locale, examinează cererile Bisericilor locale privind hirotonisirea slujitorilor, etc.